# Renault Leite
Mauro Renault Leite, também conhecido como Renault Leite, (Barbacena, 1º de março de 1911 — Rio de Janeiro, 10 de junho de 1997) foi um engenheiro geográfico e político brasileiro, outrora deputado federal pelo Piauí e ministro do Tribunal de Contas da União.

## Dados biográficos
Filho de Camilo Leite Filho e Cecília Renault de Castro Leite. Aluno do Colégio Pedro II e também do Centro de Preparação de Oficiais da Reserva (CPOR), de onde saiu em 1930 como aspirante de Artilharia, formou-se no ano seguinte engenheiro geográfico pela Escola Politécnica da Universidade Federal do Rio de Janeiro, tendo feito ainda o curso de revisão matemática superior para engenheiros. Exerceu a sua profissão sob a égide da prefeitura do Distrito Federal por nomeação de Pedro Ernesto em 1934, sendo promovido a chefe de divisão quatro anos depois, na administração Henrique Dodsworth. Ainda em 1938, o interventor piauiense Leônidas Melo designou-o representante de assuntos econômicos e financeiros do Piauí junto ao Governo Federal. Um ano depois foi alçado a perito do Banco do Brasil, representou o Distrito Federal junto ao Conselho Nacional do Petróleo em 1942 e no ano seguinte trabalhava como engenheiro da Estação Central do Brasil.
Em 1945 foi eleito deputado federal pelo PSD do Piauí e na mesma oportunidade seu sogro, Eurico Gaspar Dutra, foi eleito presidente da República. Durante o mandato parlamentar, a liderou a bancada pessedista do Piauí e foi signatário da Constituição de 1946, não disputando a reeleição, preferido voltar ao seu cargo na prefeitura do Distrito Federal.
Membro do conselho diretor da Cruz Vermelha Brasileira, assumiu uma vaga no conselho técnico do Instituto Brasileiro de Reforma Agrária (IBRA), antecessor do Instituto Nacional de Colonização e Reforma Agrária (INCRA), chefiou a divisão de engenharia da Guanabara e presidiu a Comissão Permanente para o Estabelecimento de Núcleos Industriais no respectivo estado. Nomeado ministro do Tribunal de Contas da União pelo presidente Costa e Silva em 1969, conviveu na referida corte com seu primo, Abgar Renault. Permaneceu no cargo até 1981, quando aposentou-se e deu lugar a Nogueira de Rezende.
Primo dos políticos José Francisco Bias Fortes e Chrispim Jacques Bias Fortes, deputados federais por Minas Gerais.